# Adani Group

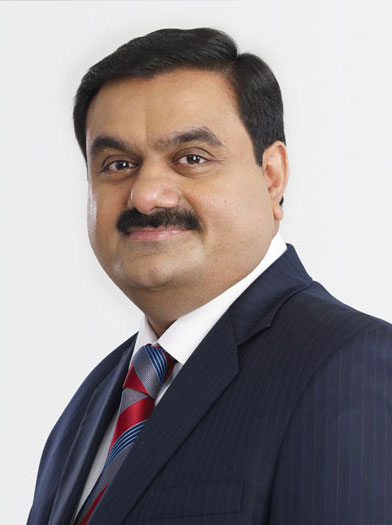
Gautam Adani

Adani Group ist ein multinationaler Mischkonzern mit Hauptsitz in Ahmedabad in Indien, der 1988 als Rohstoffhandelsunternehmen von dem heutigen Chairman Gautam Adani gegründet wurde.
Zu seinen Geschäftsfeldern zählen Rohstoffe, Logistik, der Agrarbereich und die Energieversorgung. Die Gruppe ist der größte Hafenbetreiber Indiens und besitzt unter anderem den größten kommerziellen Hafen des Landes in Mundra. Zum Besitz gehört weiterhin Fortune, Indiens größte Speiseöl-Marke; dies ist ein Joint Venture mit Wilmar International in Singapur. An der NSE India ist die Gruppe unter dem Namen der Holding Adani Enterprises (ADANIENT) gelistet.

## Carmichael Mine
Adani nahm 2021 im Galilee-Becken in Queensland das Steinkohlebergwerk Carmichael in Betrieb. Das Bergwerk soll im Endausbau aus fünf Untertageminen sowie sechs Tagebaustätten bestehen, in denen bis zu 60 Millionen Tonnen pro Jahr gefördert werden dürfen und wäre dann eines der größten Kohlebergwerke der Welt. Laut Schätzungen könnten in 60 Jahren Laufzeit 2,3 Milliarden Tonnen Kohle gefördert werden, die für die Stromversorgung in Indien verwendet werden sollen. Die Kohle soll per Schiene zum Hafen Abbot Point und von dort nach Indien verschifft werden.
Um die Kohle mit Schiffen zu transportieren, muss ein Kanal durch das Great Barrier Reef gebaggert werden. Dieses weltgrößte zusammenhängende Korallenriff der Welt ist als UNESCO-Welterbe gelistet und durch Umweltveränderung und menschliche Einflüsse stark angegriffen. Adani beabsichtigte zunächst 38 Millionen m³ auszubaggern, es wurden lediglich 3 Millionen genehmigt.
Da nach Kritik von Umweltverbänden, Anwohnern und indigenen Gruppen die vier größten australischen Banken, weitere internationale Banken, sowie der australische Staat die Finanzierung des Projekts nicht unterstützen wollen, wurde das Projekt von Adani stark reduziert und statt der genehmigten 60 Millionen Tonnen sollen vorerst nur 27,5 Millionen Tonnen Kohle pro Jahr abgebaut werden.

## Krise Anfang 2023
Anfang 2023 beschuldigte Hindenburg Research, ein Leerverkäufer, die Gruppe, ihre Bilanzen durch falsche Bewertungen von Tochtergesellschaften geschönt zu haben. In dem Bericht ist von „dreisten Aktienmanipulationen und Bilanzfälschungen über Jahrzehnte hinweg“ die Rede. Der Aktienkurs der in der Adani Group verbundenen Unternehmen sank daraufhin in wenigen Tagen um nahezu 50 %, entsprechend einem Börsenwertverlust von ungefähr 110 Milliarden US-Dollar. Die Adani Group bestritt jegliche Bilanzkosmetik. In einer 400 Seiten starken Gegendarstellung bezeichnete sie den Hindenburg-Bericht als „Attacke auf Indien“. Im August 2023 trat Deloitte von seinem Mandat als Buchprüfer zurück, weil sich die Gruppe weigerte, Vorwürfe aus dem Hindenburg Bericht zu untersuchen.
Die Sorge vor einer möglichen Schieflage des Konglomerats führte zu Beunruhigungen im indischen Bankensektor, aber auch in der internationalen Finanzwelt. Im Februar erklärte der Norwegische Staatsfonds, er habe seine Beteiligungen an Adani-Firmen in Höhe von 200 Mio. US-Dollar komplett abgestoßen.

## Firmen
- Adani Power[19]
- Adani Green Energy[20]
- Adani Gas[21]
- Adani Infra[22]
- Adani Ports & SEZ Limited[23]
- Adani Mining[24]
- Adani Welspun Exploration Limited (Awel)[25]
- Adani Wilmar[26]
- Farmpik[27]